# 国道41号線 (韓国)
国道41号線(開城-元山線、ハングル: 국도 제41호선)は京畿道開城市から咸鏡南道元山市をつなぐ大韓民国の一般国道である。現在、全線が朝鮮民主主義人民共和国の実効支配地域にあり、大韓民国統治下にある区間が存在しないため、名目上の道路となっている。

## 歴史
- 1971年8月31日 : 一般国道路線指定令により国道第41号線開城-元山線になる。

## 通過する自治体
以北五道委員会で定める自治体を基準とする。
- 京畿道 : 開城市
- 黄海道 : 金川郡
- 江原道 : 伊川郡
- 咸鏡南道 : 元山市

## 交差する道路
- 国道1号線
- 国道3号線